# Хамелеони (сериал)
„Хамелеони“ (на испански: Camaleones) е мексиканска теленовела от 2009 г., създадена от Густаво Бариос и Диана Сеговия, продуцирана от Роси Окампо за Televisa.

## Сюжет
Приключението започва с неочакваната среща между двама маскирани непознати, които се опитват по едно и също време да откраднат скъпи бижута и произведения на изкуството. За тяхно нещастие, те са разкрити и въпреки че успяват да избягат, стават известни по много необичаен начин.
Валентина Исагире и Себастиан Харамийо са „Хамелеоните“, най-изкусните крадци в Мексико, които променят до неузнаваемост външния си вид и никога не са били залавяни. Те не просто не се понасят, те се ненавиждат. Всеки един от тях обаче е принуден да работи за „Господарят“, тайнствена фигура, която не са виждали, но на която трябва да се подчинят. „Господарят“ държи в затвора годеникa на Валентина – Педро, по обвинение за кражба и бащата на Себастиан – дон Армандо, чийто арест и обвинение са несправедливи. Той поставя ултиматум на Хамелеоните – или крадат за него, или убива близките им в затвора.
Изправени пред риска да бъдат заловени от полицията, Валентина и Себастиан обединяват усилия в опита си да избягат. Двамата успяват да намерят убежище и да започнат работа в престижно училище, чийто собственик се оказва шефът на полицията. Себастиан и Валентина знаят, че не могат да останат дълго време там, защото скоро ще ги разкрият. Проблемите им се удвояват, когато Педро и дон Армандо успяват да избягат от затвора и също се появяват в колежа. Когато настъпва моментът за бягство, Валентина и Себастиан откриват, че не могат да изоставят учениците си. А от омразата им един към друг не е останала и следа...

## В България
В България сериалът се излъчва по bTV Lady от 2012 г., всеки делник от 18:00 с дублаж на български.
| Озвучаващи артисти  | Ася Братанова Даниела Горанова Явор Караиванов Иван Велчев Петър Върбанов |
| Преводачи           | София Стоянова Румяна Попова                                              |
| Тонрежисьори        | Ламбрини Николова Борис Драганов Наско Кашаров Павел Цонев                |
| Режисьор на дублажа | Кирил Бояджиев                                                            |